# Kunovice, Uherské Hradiště
Kunovice là một thị trấn thuộc huyện Uherské Hradiště, vùng Zlínský, Cộng hòa Séc.